# Espinillo Norte
Espinillo Norte é uma junta de governo da província de Entre Ríos, na Argentina.